# Led Zeppelin III
Led Zeppelin III är det tredje studioalbumet av det brittiska rockbandet Led Zeppelin. Albumet spelades in maj-augusti 1970 och gavs ut den 5 oktober samma år. Låten från albumet som blev mest känd var "Immigrant Song" som också blev en permanent del i gruppens liveframträdanden.
Detta album markerade en vändning i Led Zeppelins musik. På de tidigare albumen Led Zeppelin och Led Zeppelin II hade man koncentrerat sig på hård bluesinspirerad rock, men här hade man med låtar som var färgade mer åt folkrock-hållet. Man hade också lagt till akustiska inslag i musiken. Blandningen mellan blues och hårdrock fanns dock kvar. Denna ändring gjorde också att gruppen blev uppskattad av personer som lyssnade på progressiv rock.
Skivans låtar skrevs till stor del i en stuga på landsbygden i Wales kallad "Bron-Yr-Aur", och både Robert Plant och Jimmy Page har angett platsen som en inspirationskälla för den lugnare musik som förekommer på skivan. Att stugan de var i saknade elförbindelse var ännu en orsak till att många av låtarna på skivan är akustiskt baserade.

## Fodralet
Skivfodralet till albumet är lite speciellt. På LP-versionerna av albumet är det små hål på framsidan. I hålen kan man se de fyra bandmedlemmarna på olika ställen då man vrider en cirkulär skiva som är fäst inne i fodralet. Omslaget designades av en multimediaartist som kallade sig "Zacron" och var en vän till Jimmy Page.

## Låtlista
| 1. | Immigrant Song             | Page, Plant         | 2:23 |
| 2. | Friends                    | Page, Plant         | 3:54 |
| 3. | Celebration Day            | Page, Plant, Jones  | 3:28 |
| 4. | Since I've Been Loving You | Page, Plant, Jones  | 7:24 |
| 5. | Out on the Tiles           | Page, Plant, Bonham | 4:05 |

| 6.  | Gallows Pole             | 4:56 |
| 7.  | Tangerine                | 2:57 |
| 8.  | That's the Way           | 5:37 |
| 9.  | Bron-Y-Aur Stomp         | 4:16 |
| 10. | Hats Off to (Roy) Harper | 3:42 |

## Medverkande
- Jimmy Page – akustisk, elektrisk och pedal steel-gitarr, kör, producent
- Robert Plant – sång, munspel
- John Paul Jones – bas, orgel, mandolin, kör
- John Bonham – trummor, slagverk, kör

## Listplaceringar
| Lista (1970-1971) | Position            |
| ----------------- | ------------------- |
| Australien        | 1 (Go Set)          |
| Danmark           | 1                   |
| Finland           | 2                   |
| Frankrike         | 4                   |
| Kanada            | 1 (RPM)             |
| Nederländerna     | 3                   |
| Norge             | 3 (VG-lista)        |
| Storbritannien    | 1 (UK Albums Chart) |
| Sverige           | 1 (Kvällstoppen)    |
| USA               | 1 (Billboard 200)   |
| Västtyskland      | 3                   |